# Roca Nattriss
La Roca Nattriss (del inglés: Nattriss head) es un pequeño, pero importante, promontorio rocoso que marca el lado sur de la entrada al fiordo de Drygalski en la costa sureste de la isla Georgia del Sur, en el Océano Atlántico Sur. Esta roca fue mapeada por la Segunda Expedición Antártica Alemana de 1911–12, comandada por Wilhelm Filchner. El nombre de esta roca fue dado en honor a E. A. Nattriss, un oficial de la Comisión Discovery (en inglés: Discovery Committee o Interdepartmental Committee for the Dependencies of the Falkland Islands) en el año 1927. Si bien primero se la llamó Punta Nattriss, posteriormente se decidió cambiarle a roca (en inglés: head) por ser más descriptivo y para evitar confusión con la Punta Nattriss (también nombrada en honor a E. A. Nattriss) existente en la Isla Saunders en las Islas Sandwich del Sur.